# Luis Baca Elorreaga
Luis Baca Elorreaga (Victòria de Durango, 1826-1852) fou un compositor mexicà.
El seu pare fou Santiago Baca Ortiz, primer governador constitucional de l'Estat de Durango, el qual morí quan Luis tenia només cinc anys. El seu oncle Francisco Elorreaga (germà de la seva mare Veneranda i successor del seu pare com a governador de Durango) el prengué sota la seva custodia. Des d'infant mostrà gran disposició per l'art de la música, rebent les primeres lliçons del mestre Guardado. Després de cursar el segon ensenyament, la família l'envià a París (1844) perquè seguís la carrera de medicina, alhora que estudiava música en el Conservatori de Jovin, on es dedicava a la composició amb progressos sorprenents. Donizetti el distingí amb la seva amistat i l'encoratjà amb els seus consells. Entre llurs obres destaquen les polques Amada, Delfina, Jenny, Josefina, Julieta i Linda; la romança Audad, hermosas flores, notable per la seva delicadesa; les òperes Leonora i Giovanna di Castiglia, ambdues en dos actes, i una sentida i inspirada Avemaria, executada en l'església de Nostra Senyora de Loreto de París el 1850, que va merèixer els majors elogis de la crítica i envejable renom al seu autor. Dos anys més tard, i amb mala salut, hagué de tornar a Mèxic i morí poc temps després probablement d'una apendicitis mal tractada.